# Register Cliff

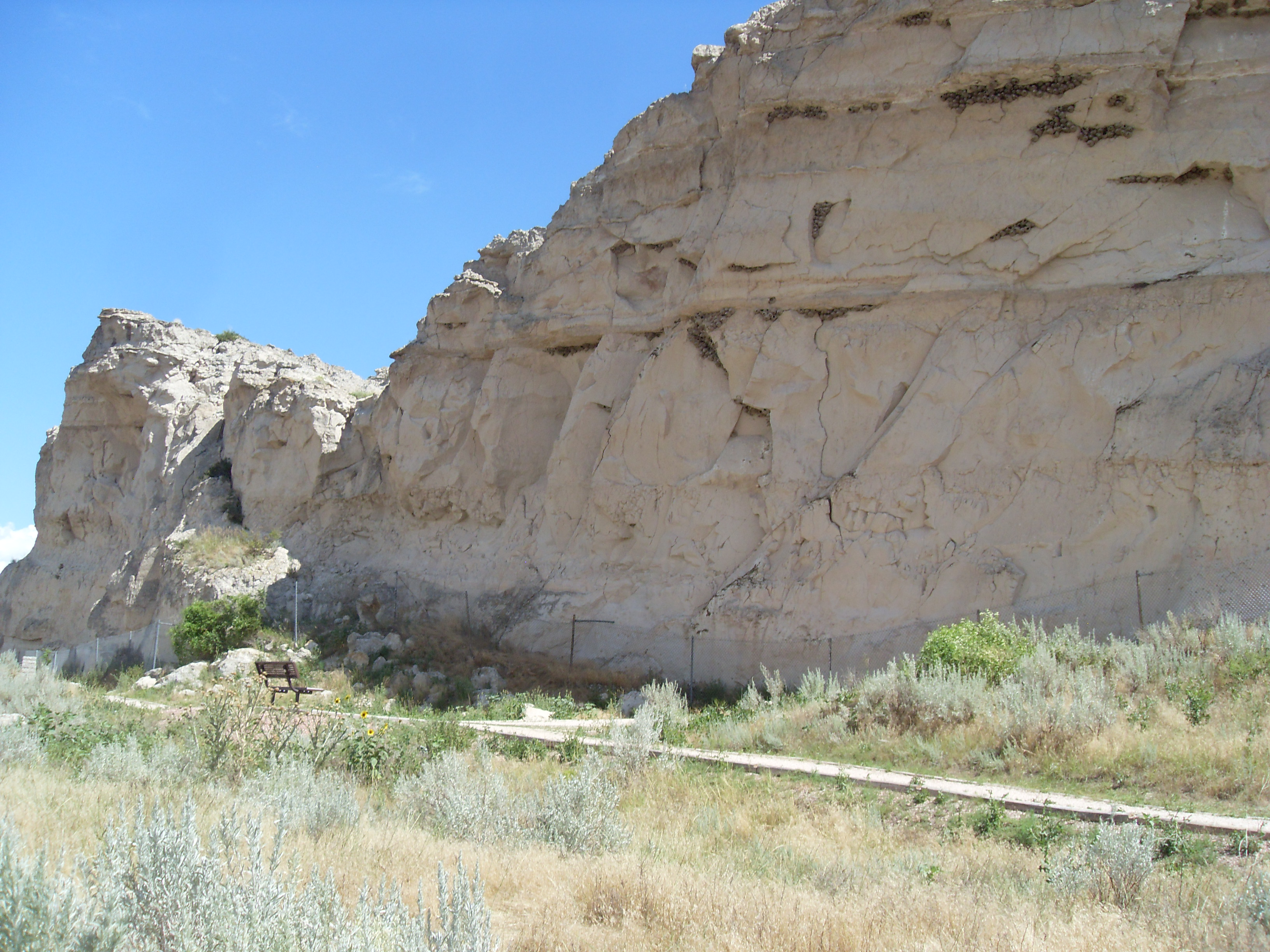
Register Cliff

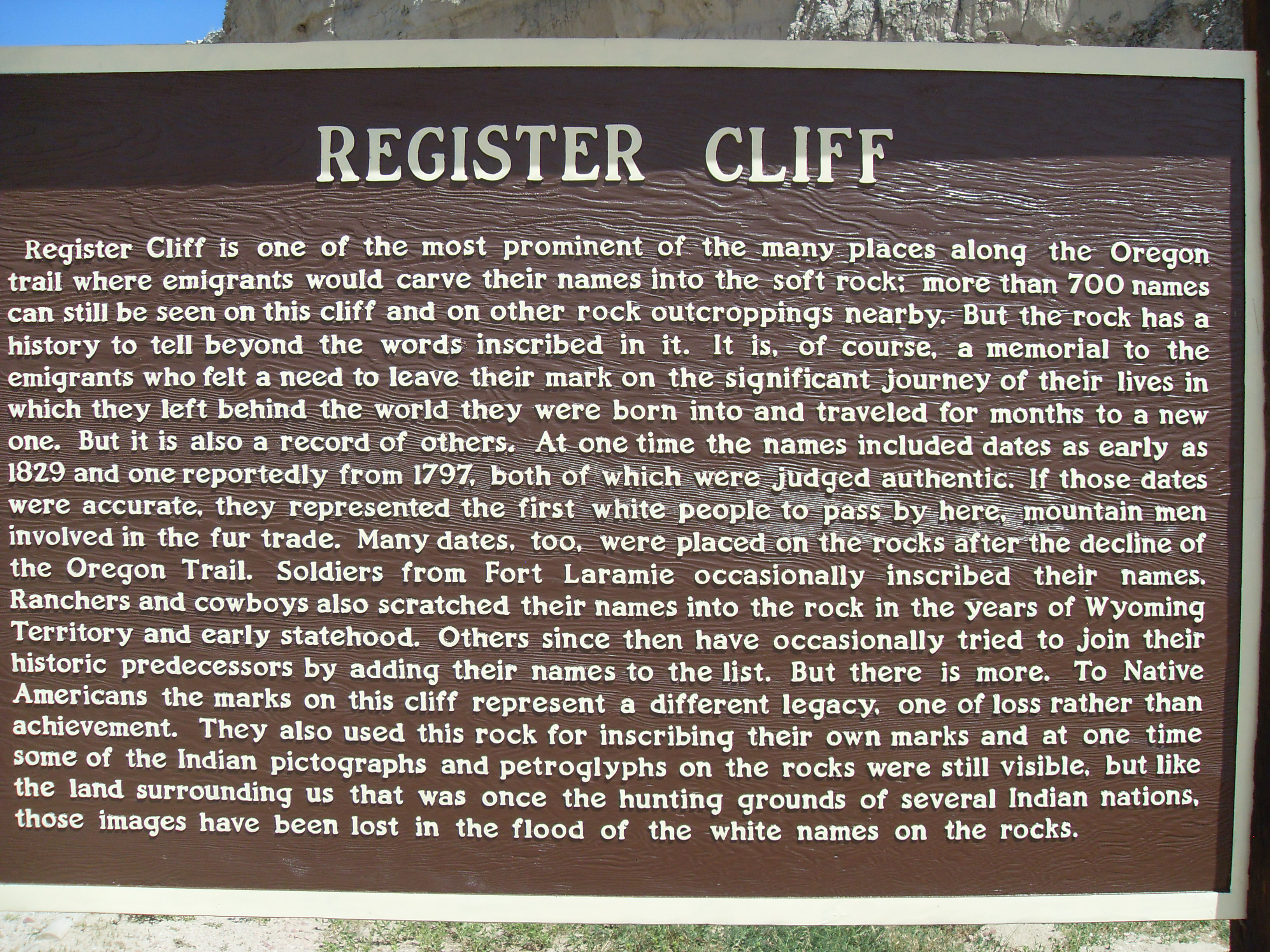
Informationsschild am Cliff

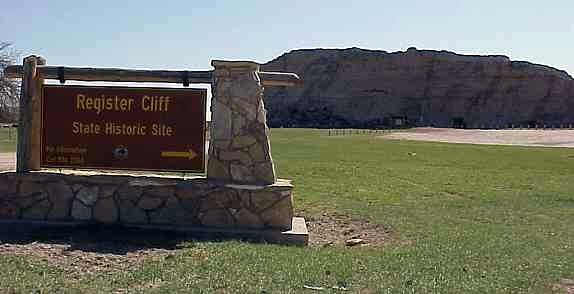
State Marker am Register Cliff

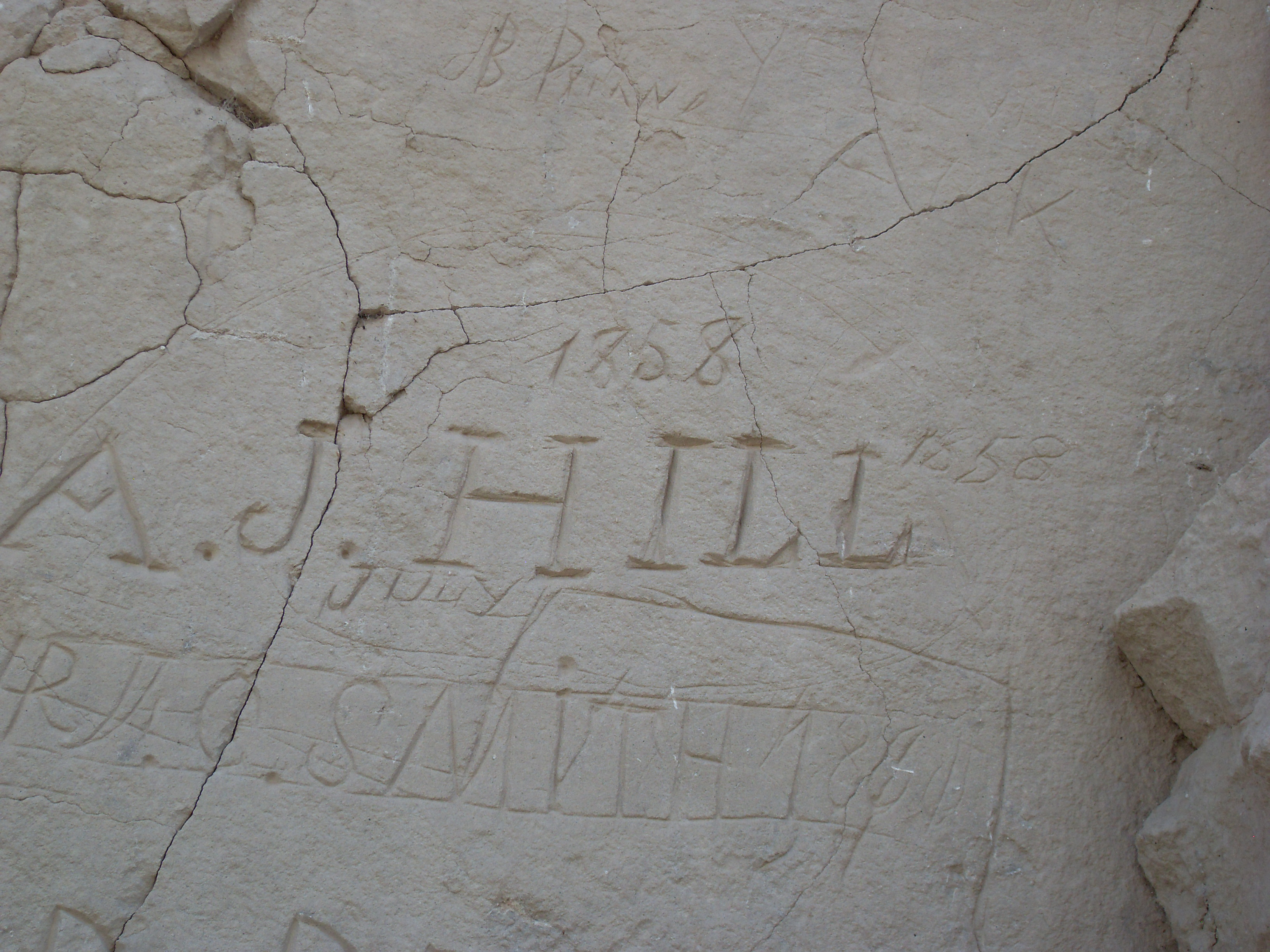
Namen von Siedlern aus dem Jahr 1858 im weichen Sandstein

Register Cliff ist eine etwa 30 Meter hohe Sandsteinklippe in Wyoming in den USA, nahe der Ortschaft Guernsey. In dem weichen Gestein haben Siedler, die auf dem Oregon, California und Mormon Trail Richtung Westen unterwegs waren, ab etwa 1850 ihren Namen und oft auch die Jahreszahl hinterlassen.

## Entstehung
Der Ort war auch unter den Bezeichnungen Register Rock und Sand Point Station bekannt. Über 700 Namen sind in die Wand und in die Gesteinsformationen in der Umgebung eingeritzt worden. Viele Siedler hofften so ein Lebenszeichen von sich an Freunde und Verwandte geben zu können, die hinter ihnen auf dem Trail unterwegs waren. Neben den Siedlern haben auch schon frühe Wanderer wie Entdecker und Mountain Men ab 1829 und später auch Soldaten und Farmer ihre Spuren hinterlassen. An einer Stelle sind sogar noch Malereien der nordamerikanischen Indianer zu erkennen. Drei unbekannte Gräber befinden sich vor der Wand auf einem alten Friedhof.

## Bedeutung
Eine Tagesreise nachdem die Siedler Fort Laramie verlassen hatten, erreichten sie diese Stelle, um hier nahe dem North Platte River die Nacht zu verbringen. Die Spuren der Wagen sind noch heute etwa 3,5 Kilometer westlich an den Oregon Trail Ruts in einer erodierten Sandsteinrippe zu erkennen.  An der Klippe befand sich früher eine Trading Post, der 1861 zur Station des Pony Express wurde. Register Cliff wurde am 30. April 1970 in das Nationale Verzeichnis der Historischen Stätten der USA aufgenommen. Die Wand ist eine von drei bedeutenden Stellen entlang der Trails, die für diese Art der Kennzeichnung bekannt geworden sind. Die anderen Stellen sind der Independence Rock und der Names Hill.

## Erhaltung
Um die historischen Schriftzüge zu schützen, wurde um einen Teil der Steilwand ein Absperrzaun gezogen, Erosion und Vandalismus haben inzwischen schon einige historische Schriftzüge zerstört. Die Höhle an der Basis der Steilwand entstand später, um dort Kartoffeln der naheliegenden Ranch zu lagern und vor dem Frost im Winter zu schützen. Später wurde sie zur Lagerung von Maschinen benutzt.
Der Zutritt zum Register Cliff ist kostenlos, Parkplätze stehen direkt an der Wand zur Verfügung.